# Зеїтінбурну
Зейтінбурну, раніше Кикловіон (тур. Zeytinburnu, грец. Κυκλόβιον) — місцевість у провінції Стамбул (Туреччина), на фракійській стороні міста Стамбул, на березі Мармурового моря біля мурів стародавнього міста, за фортецею Єдікуле.

## Історія
Першими тут оселилися послідовники секти «Священики Єрусалима», покинувши Константинополь після завоювання міста турками. Потім тут стали поселятися і турки. З початку XIX століття в Зейтінбурну почала розвиватися шкіряна промисловість, а згодом - і текстильна. Промисловий розвиток призвів до бурхливого зростання міста за рахунок робітничого класу. 1 вересня 1957 року Зейтінбурну став окремим районом Стамбула.

## Туристичні пам'ятки
- Баликли[en]
- «Живоносне джерело»
- Храм «Живоносного джерела»[en]
- Баликли Грецький шпиталь[en]
- Луки Чирпиджи
- Мечеть Кіразличешме Фатіх
- Оселя Хаджі Махмуд-ага-дервіш
- Казличешме[en]
- Оселя Меркез-ефенді-дервіш
- Мечеть Мерзіфонлу Кара Мустафа-паша
- Оселя Сеїд Нізам-дервіш
- Стіни Константинополя
- Вірменський шпиталь Сурп-Пиргіч[en]
- Мечеть Таккеджі Ібрагім-паша
- Єнікапи-Мевлевіхане
- Військовий шпиталь Зеїтінбурну
- Цвинтар Зеїтінбурну